# Warehouse9
Warehouse9 er en performance art-scene, et kunstgalleri og et socialt rum for queer-miljøet, beliggende i en tidligere stald i Kødbyen i København.

## Historie
Stedet blev grundlagt i 2007 af Jørgen Callesen og Christian van Schijndel. Det er vært for både musik-, kunst-, teater- og natklubsarrangementer.

## Økonomi
Warehouse9 er kunstner-drevet og har modtaget støtte fra Statens Kunstfond siden 2009, hvor projektet fik tilsagn fra fondens visionære idepulje, etableret af Mads Øvlisen.

## Begivenheder
Hver måned præsenterer Warehouse9 en række koncerter, events og udstillinger, ofte af subkulturelt og eksperimenterende tilsnit.
Desuden afholder Warehouse9 festivaler; blandt andet har de siden 2008 stået bag International Performance Art Festival (IPAF), hvor internationale kunstnere er inviteret til at optræde, udstille i stedets to gallerier, lave research, være værter for events og holde kunstner-foredrag.
Blandt de inviterede har været Princess Hans, Penny Arcade, Kris Grey, Eisa Jocson, Narcissister, Juli Apponen, Leman Sevda Daricioglu og Samira Ellagoz.
Warehouse 9 har en international profilog en praksis for kunstnerisk udvikling gennem et Artist-in-residence-program. Besøgende kunstnere har været: Mandy Romero (England), Johanna Jackie Baier (Tyskland), Niko Raes (Belgien), Esther Wilson (England), Tomoko Take (Japan), Jiva Parthipan (England), David Hoyle (England), Leman Sevda Daricioglu (Tyrkiet), Emir Erkaya (Tyrkiet), Mischa Badasyan (Rusland), Xavier de Sousa (Portugal/England) og Andre Neely (Portugal/England).